# 拉薩魔術師
《拉薩魔術師》（英語：The Magician of Lhasa）是大衛·米基著作的美國恐怖小說，情節以雙線進行。 第一條線設於六十年代，一位少年僧人身懷秘密任務，負責運送一個古老而不為人知的宗教秘密到鄰近的印度；第二條線則設現代，一位倫敦科學家的研究，突然被一間美國公司所接收，引發一連串明爭暗鬥。故事在這兩條線中穿插進行。此書將現代物理學及古代佛教哲理結合，在宗教與科學之中找到共同點，獲得不少好評。